# Альфонсо II (король Астурии)
Альфо́нсо II Целомудренный (исп. Alfonso II el Casto; около 765 — 20 марта 842) — король Астурии с 791 года из династии Пересов. Хроники указывают, что Альфонсо вёл целомудренную жизнь, из-за чего получил своё прозвище.

## Биография
Альфонсо II был сыном короля Фруэлы I Жестокого и Мунии Алавской. Его точный год рождения неизвестен. Вероятно, он родился между 760 и 765 годами. Местом рождения Альфонсо был основанный его отцом город Овьедо.
В 768 году в результате заговора знати был убит король Фруэла I Жестокий. Его сын, Альфонсо, был ещё слишком мал. Знать в королевстве усиленно препятствовала передаче королевского титула по наследству и отказалась избрать королём ребёнка. В результате чего знать выбирала других представителей династии — сначала Аурелио, а после его смерти — Сило.
В 783 году умер король Сило. Его вдова Адосинда (сестра Фруэлы I) добилась избрания королём своего племянника Альфонсо. Однако Альфонсо был ещё слишком молод и неопытен, этим воспользовался Маурегато, незаконнорожденный сын короля Альфонсо I, деда Альфонсо II. Маурегато захватил трон, получив в этом помощь не только от астурийских феодалов, но и от эмира Кордовы Абд ар-Рахмана I. Альфонсо же со своими единомышленниками бежал в Алаву, где жили родственники его матери.
Только в 789 году ставший после смерти Маурегато королём Бермудо I Дьякон (двоюродный брат Фруэлы) вернул Альфонсо ко двору, назначив его начальником армии.
В 788 году умер эмир Кордовы Абд ар-Рахман I. С его смертью начался новый этап взаимоотношений между арабами и христианами. Новый эмир Хишам I после смерти Маурегато счёл себя свободным от обязательств перед Астурией и организовал в 791 году военный поход в Галисию и Алаву. Вторгшиеся арабы разбили астурийскую армию у реки Бурбия, после чего Бермудо отрёкся от престола в пользу Альфонсо, ставшего королём под именем Альфонсо II, и вновь принял духовный сан, оставшись при дворе Альфонсо II советником.
Альфонсо был провозглашён королём 14 сентября 791 года. Столицу своего королевства Альфонсо перенёс из Правии в город Овьедо, который он укрепил и где построил дворец и церковь Сан-Тирсо.
В первые годы правления ему пришлось отражать набеги арабов, которые в 792—802 годах каждое лето вторгались на территорию Астурии, причём основная тяжесть ударов приходилась на Галисию. В 794 году Альфонсо разбил арабов в сражении при Лутосе, но в следующем году арабы нанесли астурийцам сразу несколько поражений — при Бабиасе, на реках Кирос и Налон — и разорили город Овьедо.
Для того чтобы отражать нападения арабов, Альфонсо в 794 году обратился за помощью к королю франков Карлу Великому и его сыну, королю Аквитании (позже императору) Людовику Благочестивому, владения которых также страдали от набегов арабов. Благодаря этому Астурия попала под культурное, политическое и религиозное влияние Каролингской империи. Карл и Людовик неоднократно вторгались в Испанию, отвоевав у арабов ряд территорий. Ощущая поддержку франков, Альфонсо и сам стал делать набеги на владения эмирата. В 798 году он захватил Лиссабон, в 805 году разбил арабов в долине реки Писуэрги, в 816 — в Лодосе (около Овьедо), а в 825 году — у Нарона и Ансео. Во время правления Альфонсо Астурия окончательно утвердила своё владычество в Галисии, Леоне и Кастилии. К концу правления Альфонсо II границы Астурийского королевства достигли берегов реки Дуэро. Позднее Альфонсо удалось заключить с арабами перемирие, которое продлилось 15 лет.
Большое внимание Альфонсо уделял и внутренней политике. Он восстанавливал города, содействовал переселению христиан на отвоёванные территории. Для защиты от атак арабов он начал строительство в горах в верховьях Эбро укреплённых поселений и замков, из-за чего эта местность позже получила название Кастилия. Также Альфонсо старался восстановить в управлении и законодательстве старые вестготские порядки. Разрешение, данное им нескольким знатным девушкам вступить в брак с маврами, дало повод к возникновению легенды о «дани в 100 девиц».
Однако у Альфонсо были противники внутри королевства, в первую очередь, среди галисийской знати. В 801 году против него был составлен заговор, в результате которого он был вынужден в сентябре отправиться в монастырь. Однако ему удалось внести раскол в стан противников и привлечь на свою сторону часть знати во главе с Теудано, и к сентябрю 802 года вернуть себе трон.
Около 814 год в Астурии был обнаружен ковчег с мощами, которые были приписаны апостолу Иакову. В это место совершил паломничество сам король. Позже здесь был построен Сантьяго-де-Компостела — главная святыня Испании.
Альфонсо умер 20 марта 842 года и был похоронен в церкви Сан-Тирсо в Овьедо.
Есть сведения, что Альфонсо был женат на Берте, связанной родственными отношениями с Каролингами. Однако он не имел детей — хроники указывают на то, что он не поддерживал интимных отношений с женой. Ему наследовал Рамиро I, сын Бермудо I.